# William Tesillo
William José Tesillo Gutiérrez (Barranquilla, Atlántico, Colombia, 2 de febrero de 1990) es un futbolista colombiano. Juega como defensa central o lateral izquierdo y su equipo actual es Atlético Nacional de la Categoría Primera A de Colombia.

## Trayectoria

### Santa Fe
Para el 2016 llega a Santa Fe luego de firmar contrato por tres años, y así reforzar al elenco cardenal para afrontar los múltiples torneos en los que competirá.

### Club León
El 13 de mayo de 2018 es confirmada su llegada al Club León de la Primera División de México siendo esta su primera experiencia internacional. El 22 de julio debuta en la derrota 2 por 0 en su visita a Tigres UANL. El 3 de marzo de 2019 marca su primer gol en la goleada 3 por 0 sobre Santos Laguna, el 21 de abril vuelve a marca gol en la goleada 5 por 2 sobre Atlas de Guadalajara.
El 24 de septiembre marca su primer gol de la temporada 2019-20 en la victoria 3 por 1 sobre FC Juárez, el 20 de octubre marca el gol de la victoria 2 por 1 como visitantes ante Pumas UNAM.
El 13 de diciembre de la apertura 2020 consigue el título de la liga MX con el Club León, siendo pieza fundamental para que su equipo logre el campeonato.
EL 4 de junio de 2023 logra el campeonato de la Liga de Campeones de la Concacaf, marcando un gol de cabeza en el partido de ida.

### Atlético Nacional
Desde su llegada se convirtió en uno de los referentes del club y ya conquistó tres títulos con el elenco antioqueño que es dirigido en la actualidad por Javier Gandolfi.

## Selección nacional

### Categorías inferiores
Jugó los Juegos Olímpicos de Río de Janeiro 2016 con la Selección de fútbol sub-23 de Colombia en el que llegarían a los cuartos de final donde fueron eliminados por los locales.

#### Participaciones enJuegos Olímpicos
| Torneo                | Categoría | Sede                   | Resultado        | PJ | GA | Asis |
| --------------------- | --------- | ---------------------- | ---------------- | -- | -- | ---- |
| Juegos Olímpicos 2016 | Sub-23    | Río de Janeiro, Brasil | Cuartos de final | 4  | 0  | 0    |

### Selección de mayores
Debuta en la selección mayor el 26 de enero de 2017 en un amistoso frente a Brasil en el que caerían derrotados por la mínima diferencia.
El 25 de agosto de 2017 el DT Pékerman dispone de sus servicios para enfrentar a Venezuela y Brasil por la fecha 15 y 16 de la eliminatorias al Mundial de Rusia 2018. El 5 de septiembre debuta en eliminatorias en el empate 1-1 contra Brasil ingresando al minuto 85 por Frank Fabra.
El 14 de mayo de 2018 fue incluido por el entrenador José Pekerman en la lista preliminar de 35 jugadores para disputar la Copa Mundial de Fútbol de 2018. Finalmente sería el último descartado de los 23 cupos seleccionados.
El 30 de mayo quedó seleccionado en la lista final de 23 jugadores que disputarían la Copa América 2019 en Brasil. El 3 de junio marcaría su primer gol con la tricolor abriendo el marcador en la goleada 3-0 sobre Panamá en un amistoso en el Estadio El Campin.

#### Participaciones enEliminatorias al Mundial
| Eliminatoria                        | Sede del Mundial       | Posición               | Resultado   | PJ | GA | Asis |
| ----------------------------------- | ---------------------- | ---------------------- | ----------- | -- | -- | ---- |
| Eliminatorias Mundial de Rusia 2018 | Rusia                  | 4°lugar 27pts          | Clasificado | 1  | 0  | 0    |
| Eliminatorias Mundial de Catar 2022 | Catar                  | 6°lugar 23pts          | Eliminado   | 10 | 0  | 0    |
| Total en Eliminatorias              | Total en Eliminatorias | Total en Eliminatorias | 1/2         | 11 | 0  | 0    |

#### Participaciones enCopas América
| Torneo                 | Sede                   | Resultado              | PJ | GA | Asis |
| ---------------------- | ---------------------- | ---------------------- | -- | -- | ---- |
| Copa América 2019      | Brasil                 | Cuartos de final       | 3  | 0  | 0    |
| Copa América 2021      | Brasil                 | Tercer lugar           | 7  | 0  | 0    |
| Total en Copas América | Total en Copas América | Total en Copas América | 10 | 0  | 0    |

#### Goles internacionales
| # | Fecha              | Lugar                               | Rival  | Gol   | Resultado | Competición |
| - | ------------------ | ----------------------------------- | ------ | ----- | --------- | ----------- |
| 1 | 3 de junio de 2019 | Estadio El Campín, Bogotá, Colombia | Panamá | 1 - 0 | 3 - 0     | Amistoso    |

## Estadísticas

### Clubes
Actualizado al último partido disputado el 22 de diciembre de 2024.
| Club                               | Div.          | Temporada     | Liga  | Liga  | Copas nacionales | Copas nacionales | Copas internacionales | Copas internacionales | Total | Total |
| Club                               | Div.          | Temporada     | Part. | Goles | Part.            | Goles            | Part.                 | Goles                 | Part. | Goles |
| ---------------------------------- | ------------- | ------------- | ----- | ----- | ---------------- | ---------------- | --------------------- | --------------------- | ----- | ----- |
| Centauros Villavicencio · Colombia | 2.ª           | 2009          | 30    | 1     | ―                | ―                | ―                     | ―                     | 30    | 1     |
| Centauros Villavicencio · Colombia | Total club    | Total club    | 30    | 1     | 0                | 0                | 0                     | 0                     | 30    | 1     |
| Deportes Quindío · Colombia        | 1.ª           | 2010          | 16    | 0     | 0                | 0                | ―                     | ―                     | 16    | 0     |
| Deportes Quindío · Colombia        | 1.ª           | 2011          | 32    | 2     | 9                | 0                | ―                     | ―                     | 41    | 2     |
| Deportes Quindío · Colombia        | 1.ª           | 2012          | 29    | 0     | 7                | 0                | ―                     | ―                     | 36    | 0     |
| Deportes Quindío · Colombia        | 1.ª           | 2013          | 31    | 1     | 10               | 0                | ―                     | ―                     | 41    | 1     |
| Deportes Quindío · Colombia        | Total club    | Total club    | 108   | 3     | 26               | 0                | 0                     | 0                     | 134   | 3     |
| Junior · Colombia                  | 1.ª           | 2014          | 41    | 0     | 8                | 0                | ―                     | ―                     | 49    | 0     |
| Junior · Colombia                  | 1.ª           | 2015          | 42    | 0     | 7                | 0                | 4                     | 0                     | 53    | 0     |
| Junior · Colombia                  | Total club    | Total club    | 83    | 0     | 15               | 0                | 4                     | 0                     | 102   | 0     |
| Santa Fe · Colombia                | 1.ª           | 2016          | 37    | 4     | 3                | 1                | 11                    | 1                     | 51    | 6     |
| Santa Fe · Colombia                | 1.ª           | 2017          | 26    | 2     | 5                | 0                | 5                     | 1                     | 36    | 3     |
| Santa Fe · Colombia                | 1.ª           | 2018          | 13    | 0     | 0                | 0                | 10                    | 3                     | 23    | 3     |
| Santa Fe · Colombia                | Total club    | Total club    | 76    | 6     | 8                | 1                | 26                    | 5                     | 110   | 12    |
| Club León · México                 | 1.ª           | 2018-19       | 38    | 2     | 6                | 0                | ―                     | ―                     | 44    | 2     |
| Club León · México                 | 1.ª           | 2019-20       | 27    | 3     | —                | —                | 2                     | 0                     | 29    | 3     |
| Club León · México                 | 1.ª           | 2020-21       | 36    | 0     | 1                | 0                | 2                     | 0                     | 39    | 0     |
| Club León · México                 | 1.ª           | 2021-22       | 36    | 2     | 0                | 0                | 3                     | 0                     | 39    | 2     |
| Club León · México                 | 1.ª           | 2022-23       | 8     | 0     | —                | —                | 3                     | 1                     | 11    | 1     |
| Club León · México                 | 1.ª           | 2023-24       | 28    | 0     | —                | —                | 4                     | 0                     | 32    | 0     |
| Club León · México                 | Total club    | Total club    | 173   | 7     | 7                | 0                | 14                    | 1                     | 194   | 8     |
| Atlético Nacional · Colombia       | 1.ª           | 2024          | 24    | 1     | 8                | 1                | ―                     | ―                     | 32    | 2     |
| Atlético Nacional · Colombia       | 1.ª           | 2025          | 1     | 0     | 2                | 0                | 0                     | 0                     | 3     | 0     |
| Atlético Nacional · Colombia       | Total club    | Total club    | 25    | 1     | 10               | 1                | 0                     | 0                     | 35    | 2     |
| Total carrera                      | Total carrera | Total carrera | 495   | 18    | 66               | 2                | 44                    | 6                     | 605   | 26    |

## Palmarés

### Títulos nacionales
| Título                | Equipo            | País     | Año  |
| --------------------- | ----------------- | -------- | ---- |
| Copa Colombia         | Junior            | Colombia | 2015 |
| Torneo Finalización   | Santa Fe          | Colombia | 2016 |
| Superliga de Colombia | Santa Fe          | Colombia | 2017 |
| Torneo Apertura       | León              | México   | 2020 |
| Copa Colombia         | Atlético Nacional | Colombia | 2024 |
| Torneo Finalización   | Atlético Nacional | Colombia | 2024 |
| Superliga de Colombia | Atlético Nacional | Colombia | 2025 |

### Títulos internacionales
| Título            | Equipo    | Sede        | Año  |
| ----------------- | --------- | ----------- | ---- |
| Copa Suruga Bank  | Santa Fe  | Kashima     | 2016 |
| Liga de Campeones | Club León | Los Ángeles | 2023 |

### Distinciones individuales
| Distinción                                       | Año  |
| ------------------------------------------------ | ---- |
| Parte del equipo ideal de la Categoría Primera A | 2016 |